# クールベ (フリゲート)
クルーベ（フランス語：Courbet, F 712）は、フランス海軍のラファイエット級フリゲート3番艦。艦名はアメデ・クールベに由来する。

## 艦歴
「クルーベ」は、DCNロリアン工廠で建造され1993年9月15日に起工、1994年3月12日に進水、1997年4月1日に就役する。
「クルーベ」はアンジェと命名都市の関係を結んでいる。「クルーベ」はトゥーロンに配備され海外領土や経済水域の警備の他に空母戦闘群の支援や特殊作戦および人道援助任務を担当し海洋における諸任務に当たる。
1998年には喜望峰経由でインド洋に向かい、その後ペルシャ湾諸国を訪問する。2000年にジブチ、スエズ運河を経由して帰国、同年7月には黒海での合同演習に参加する。2001年10月には不朽の自由作戦の一環でヘラクレス作戦が発動されアラビア海に12月末まで展開した。2002年には定期整備を済ませた後に地中海に展開し、翌2003年に再びインド洋に派遣される。2004年には地中海に展開し監視活動に参加、翌2005年には地中海での任務を済ませた後の11月に不朽の自由作戦に参加するためインド洋に展開する。
2006年ソマリア沖の海賊対策のためアデン湾に展開、その後レバノン侵攻での海上監視任務のためレバノン沖に派遣された。任務中の10月3日にイスラエル軍の戦闘機2機が無線呼び出しに応答せず対空警戒線を越える事件が起きた。これは防衛上、外交上の問題を誘発しフランス政府は公式に抗議しイスラエルは謝罪した。2007年にも再びレバノン沖に派遣される。2008年7月にソマリア沖海賊対策のためにアデン湾に派遣され、9月にはソマリア沖2008年9月16日の事件で人質救出に成功する。
2013年2月3日に艦載ヘリコプターとエストニアの船舶防護分遣隊（VPD）を載せてトゥーロン軍港を出航し、2月18日にジブチ港にて「F711 シュルクーフ」と会合し、2月21日からアタランタ作戦に参加する。